# Frenetická literatura
Frenetická literatura je označení pro literární žánr, který ve Francii ve 20. a 30. letech 19. století bezprostředně navazuje na gotický román. Zároveň byl tento žánr silně ovlivněn literárním dílem markýze de Sade (1740–1814). K frenetické literatuře se přikláněli především romantičtí bohémští básníci ze skupiny Mladá Francie.
Charakteristickým rysem děl frenetické literatury je přehnaná drastičnost, zdůrazňování odpudivých detailů a drsných výjevů, které jsou vkomponovány do normálního, reálného pohledu na skutečnost, se záměrem šokovat čtenáře. 
Postavy děl frenetické literatury bývají zpravidla nenormální jedinci, kteří pohrdají svým okolím a společenskými normami a nejednou se ocitají v moci satana, nebo jiných temných sil a vášní. V příběhu se povětšinou rozvíjí stereotypní schéma: bezbrannou dívku pronásleduje hrůzný trýznitel, pak se objeví tajemný ochránce, který se ji snaží zachránit. 
Předním představitelem frenetické literatury byl francouzský kritik a publicista Jules Janin (1804–1874), který si svou knihou Mrtvý osel a gilotinovaná žena (1829, L'âne mort et la Femme guillotinée) sice získal mnoho čtenářů, ještě více jich však znechutil. Za druhého nejvýznamnějšího představitele tohoto žánru je považován Pétrus Borel (1809–1859), autor povídkové knihy Champavert, nemorální povídky (1833, Champavert, contes immoraux), v níž spojuje hrůzostrašné motivy s estetikou šoku.
Frenetickou literaturou jsou ale i raná díla Honoré de Balzaca, která vydával pod pseudonymem Horace de Saint-Aubin, např. Poslední víla (1822, La Dernière fée). Několik děl v tomto duchu napsal také Alexandre Dumas starší a rovněž románová prvotina Victora Huga Han z Islandu (1823, Han d'Islande) vykazuje její rysy.
Frenetická literatura je společně s gotickým románem předchůdcem moderního hororu a odkazují se k ní prokletí básníci a surrealisté.